# Alice Tully Hall
Alice Tully Hall es la sala de conciertos para música de cámara del Lincoln Center for the Performing Arts en la ciudad estadounidense de Nueva York. 
Lleva el nombre de la filántropo Alice Tully con capacidad para 1096 y fue diseñado en estilo brutalista por Pietro Belluschi en 1969. 
Fue renovado completamente e inaugurado en febrero de 2009.
Es la sede de la The Chamber Music Society of Lincoln Center, así como del Festival de cine de Nueva York (New York Film Festival).